# موريس فيرنون غرين
موريس فيرنون غرين هو سياسي كندي، ولد في 1942م. حزبياً، نشط في الجمعية الليبرالية لنيو برونزويك ‏. وقد انتخب عضو الجمعية التشريعية لنيو برونزويك ‏.